# Internationales Sportgesetz (Motorsport)
Das Internationale Sportgesetz (ISG) bildet die Rahmenbedingungen des Motorsports ab. Das ISG der FIA, offizielle Bezeichnung International Sporting Code, steckt in 17 Kapiteln und diversen Anhängen den Rahmen des Automobilsports ab. Es gilt als Teil des FIA-Regelwerkes für den Automobilsport weltweit, sofern dieser nicht unabhängig von der FIA veranstaltet wird, wie etwa NASCAR in den USA. Im Motorradsport definiert die FIM diese Richtlinien, im Kartsport ist hier die CIK zuständig.
Der Name des Regelwerks ist irreführend. Es handelt sich nach deutschem Rechtsverständnis nicht um ein Gesetz im formellen Sinn, da es nicht von einem Hoheitsträger erlassen wurde.

## Geltende Fassungen
Die Originaltexte der FIA bzw. FIM sind zumeist in Englisch und/oder Französisch verfügbar. Die nationalen Sportbehörden und -verbände stellen die entsprechende Übersetzungen in den Landessprachen zur Verfügung. Bei Differenzen zwischen den Originaltexten und den Übersetzungen ist letztendlich immer der englische bzw. französische Originaltext gültig. 

## Inhalt
Das ISG enthält u. a.:
- Definitionen, allgemeine Grundsätze und Bestimmungen, z. B. über die Fahrzeuge und über die Wettbewerbe einschließlich der Rekordversuche mit den dazugehörigen Umrechnungen von Meilen und Kilometern
- Regeln zur Vermessung der Rennstrecken, getrennt für permanente und nichtpermanente Bahnen
- organisatorische Einzelheiten bei Veranstaltungen, also Details, die in der Ausschreibung und im Programm enthalten sein müssen – oder nicht enthalten sein dürfen
- Regelungen für Veranstalter, Bewerber, Rennfahrer, Sportwarte und offizielle Sachrichter
- Lizenzbestimmungen
- Sportstrafen, Proteste, Berufungen und Verfahrensfragen
- die Hierarchie der Nationalen Verbände (in Deutschland DMSB, ADAC, DMV) und deren Gesetze
- technische Bestimmungen für die Fahrzeuge (überwiegend in den Anhängen).

Das ISG wird ergänzt von klassenabhängigen und ggf. nationalen Bestimmungen, so sind beispielsweise die verschiedenen Strafen, die im Rahmen von Formel-1-Veranstaltungen gegen Fahrer und/oder Teams verhängt werden können, in den zugehörigen Sporting Regulations geregelt.